# Adam Václavík
Adam Václavík (* 18. Februar 1994 in Jilemnice, Liberecký kraj) ist ein tschechischer Biathlet. Er startet seit 2016 im Weltcup und wurde 2020 Vizeeuropameister im Supersprint. Außerdem nahm er bisher an zwei Olympischen Spielen teil.

## Sportliche Laufbahn

### Erfolge auf Juniorenebene und Weltcupeinstand
Adam Václavík begann im Alter von 15 Jahren mit dem Biathlonsport. Sein internationales Debüt gab er im Januar 2012 bei den Olympischen Jugendspielen und wurde unter anderem Achter des Sprints sowie Siebter mit der Mixedstaffel. In den zwei Folgejahren bestritt er zunächst ausschließlich Wettkämpfe auf Juniorenebene, so beispielsweise zwei Jugendweltmeisterschaften sowie die Junioreneuropameisterschaften 2013, in deren Rahmen der Tscheche im Einzel und in der Verfolgung den achten Platz erzielte. Seine erste Medaille gewann er mit der tschechischen Mixedstaffel bei den Juniorenwettkämpfen der Sommerbiathlon-WM 2013. Im Dezember des Jahres gab er in Obertilliach seinen Einstand im IBU-Cup und lief sofort in die Punkteränge, in Ridnaun kam wenig später sogar ein 19. Rang zustande. Bei den Junioreneuropameisterschaften 2014 sicherte sich Václavík im Sprint hinter Raman Jaljotnau Silber sowie in der Verfolgung Bronze, im Rahmen der Sommerbiathlon-Junioren-WM kam an der Seite von Jessica Jislová, Kristýna Černá und Tomáš Vojík im Mixedwettkampf auch erstmals Gold hinzu. Im Winter 2014/15 bestritt er zunächst wieder Rennen im IBU-Cup und verbesserte sich im Sprint von Ridnaun trotz dreier Schießfehler bis auf einen 14. Platz, seine letzten Wettkämpfe auf Juniorenebene endeten in Otepää und Minsk allesamt unter den besten Zehn.

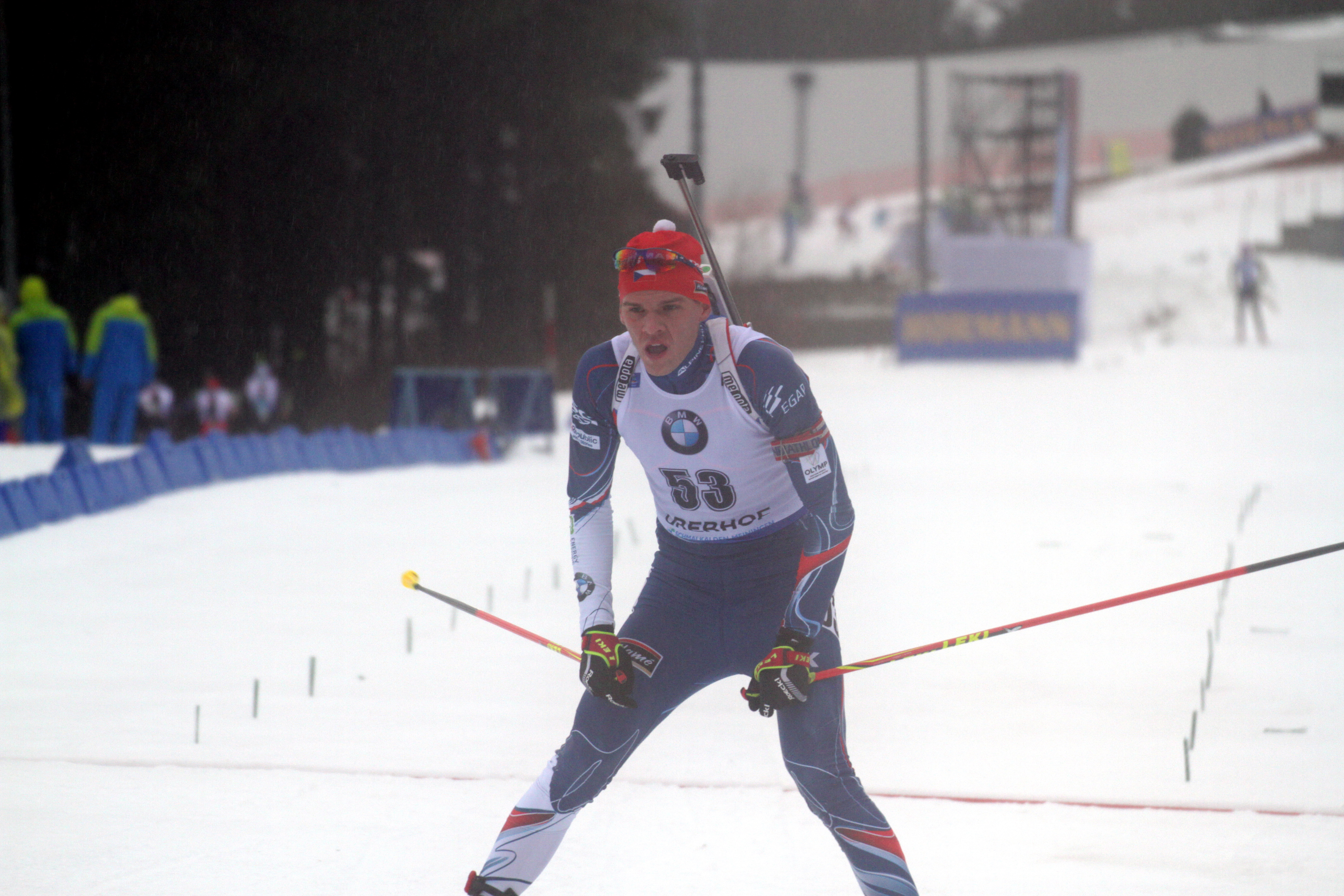
Václavík 2018 in Oberhof

Mit Beginn der Saison 2015/16 war Václavík im tschechischen IBU-Cup-Team gesetzt und überraschte in Idre sogleich mit Rang sieben im Sprint. Daher durfte er nach dem Jahreswechsel auch erstmals im Weltcup starten und verpasste als 41. des Einzels in Ruhpolding die Punkteränge nur knapp. Auch bestritt er seine ersten Europameisterschaften und erreichte im Sprint den 17. Platz. Im Folgewinter war der 22-Jährige dann fast durchgehend Teil des Weltcupteams und sicherte sich mit einem überraschend starken 17. Rang im Sprint beim Wochenende von Oberhof seine ersten Punkte. Im Saisonverlauf punktete er vier weitere Male, wobei besonders der 34. Platz im Rahmen der Weltmeisterschaften auffiel, als Václavík die achtschnellste Kurszeit aller Athleten anbot und damit auf der Strecke schneller als beispielsweise Anton Schipulin und Simon Schempp war. In den folgenden Jahren zeigte sich immer wieder die Laufstärke des Tschechen, welche er mit teilweise unterirdischen Leistungen am Schießstand wieder egalisierte. 2018 wurde er trotz fehlender Ergebnisse im Weltcup für die Olympischen Spiele von Pyeongchang nominiert und verpasste die Top 60, im Winter 2018/19 bekam er nur noch wenige Weltcupeinsätze. Ein Erfolg gelang ihm allerdings im IBU-Cup-Sprint von Duszniki-Zdrój, als er erstmals in seiner Karriere alle zehn Scheiben traf und hinter Philipp Horn und Anton Babikow den dritten Platz belegte. Im Rahmen der Universiade sicherte er sich zudem im Massenstart die Bronzemedaille.

### Ständiger Wechsel zwischen IBU- und Weltcup
Anfangs des Winters 2019/20 erreichte Václavík in Östersund Rang 26 im Sprint, in der Woche darauf war er in Hochfilzen Teil der Männerstaffel und belegte an der Seite von Michal Šlesingr, Michal Krčmář und Jakub Štvrtecký einen guten fünften Platz. Sein größter Erfolg kam aber bei den Europameisterschaften in Minsk-Raubitschy, als er sich im Supersprint lediglich Sergei Botscharnikow geschlagen geben musste und somit die Silbermedaille gewann. Außerdem verbesserte er sich nach Platz 32 im Sprint bis auf den fünften Rang im Verfolgungsrennen. Nach einer wenig erfolgreich verlaufenen Folgesaison ergatterte der Tscheche erst im Januar 2022 wieder Weltcuppunkte, so belegte er unter anderem in Ruhpolding Rang 24 im Verfolger. Bei seinen zweiten Olympischen Spielen verpasste er bei seinen Starts die Top 40; erfolgreich endete dafür der Winter, da Václavík in Oslo nach zwei Top-25-Platzierungen seinen ersten Massenstart auf Weltcupebene erreichte. Die Saison 2022/23 begann er im IBU-Cup und lief beispielsweise bei der EM zweimal unter die besten Zehn. Daher bekam er auch für die Weltmeisterschaften in Oberhof einen Startplatz und überzeugte im Sprint mit der neuntschnellsten Kurszeit und Rang 24 trotz dreier Schießfehler.
In der Saison 2023/24 lief Václavík zunächst zweimal in die niedrigen Punkteränge, wurde aber recht schnell wieder auf die zweite Wettkampfebene versetzt, wo ein sechster Platz in Obertilliach und ein zwölfter in Geilo im Dezember des Jahres die Bestergebnisse darstellten. Zurück in den Weltcup kam der 30-Jährige im zweiten Trimester des Winters 2024/25 und lief in Oberhof sofort auf den 19. Platz. Das Sprintrennen im Rahmen der WM verlief nach sechs Fehlern enttäuschend, dafür traf er im Einzelrennen auf der Pokljuka-Hochebene in Slowenien 18 von 20 Schüssen und stellte mit Rang 14 ein neues persönliches Bestresultat auf.

## Leistungen in den Teildisziplinen
Václavík gilt seit Beginn seiner Karriere als starker Läufer und konnte somit schon in seiner Weltcup-Debütsaison vergleichsweise gute Ergebnisse einfahren. Seit 2022 gehört er, wobei seine recht wenigen Starts zu beachten seien, zu den 25 schnellsten Athleten im Weltcupfeld. Die Qualität des Tschechen am Schießstand lässt im Gegenzug seit Anfang an zu wünschen übrig. Seine Werte im Liegendanschlag schwankten über die Jahre zwischen 55 und 90 Prozent, im Stehendanschlag liegt er seit einigen Jahren meist zwischen 60 und 70 Prozent. Damit liegt er weit unter dem Durchschnitt des Athletenfeldes und vergab immer wieder bessere Platzierungen am Schießstand.

## Persönliches
Václavík stammt aus Jilemnice. Er ist Schwager des WM-Medaillengewinners Zdeněk Vítek.

## Statistiken

### Weltcupplatzierungen
Die Tabelle zeigt alle Platzierungen (je nach Austragungsjahr einschließlich Olympische Spiele und Weltmeisterschaften).
- 1.–3. Platz: Anzahl der Podiumsplatzierungen
- Top 10: Anzahl der Platzierungen unter den ersten zehn (einschließlich Podium)
- Punkteränge: Anzahl der Platzierungen innerhalb der Punkteränge (einschließlich Podium und Top 10)
- Starts: Anzahl gelaufener Rennen in der jeweiligen Disziplin
- Staffel: inklusive Mixed- und Single-Mixed-Staffeln

| Platzierung               | Einzel | Sprint | Verfolgung | Massenstart | Staffel | Gesamt |
| ------------------------- | ------ | ------ | ---------- | ----------- | ------- | ------ |
| 1. Platz                  |        |        |            |             |         |        |
| 2. Platz                  |        |        |            |             |         |        |
| 3. Platz                  |        |        |            |             |         |        |
| Top 10                    |        |        |            |             | 10      | 10     |
| Punkteränge               | 1      | 13     | 9          | 2           | 21      | 46     |
| Starts                    | 17     | 51     | 24         | 2           | 21      | 115    |
| Stand: Saisonende 2024/25 |        |        |            |             |         |        |

### Weltcupwertungen

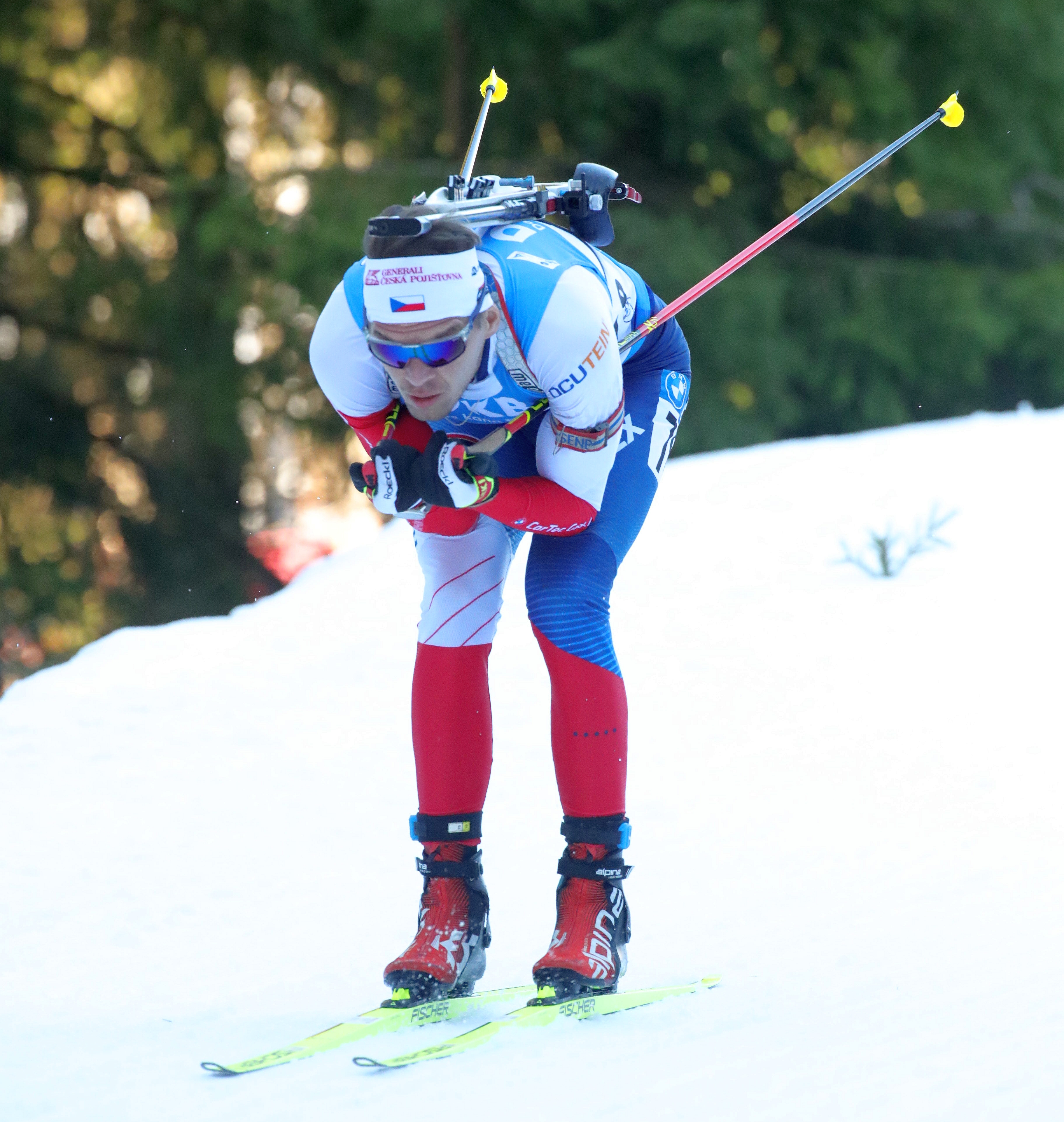
Václavík während des Einzelrennens im Rahmen der WM 2023 in Oberhof

Ergebnisse bei Biathlon-Weltcups (Disziplinen- und Gesamtweltcup) gemäß Punktesystem:
| Saison  | Einzel | Einzel | Sprint | Sprint | Verfolgung | Verfolgung | Massenstart | Massenstart | Gesamt | Gesamt |
| Saison  | Platz  | Punkte | Platz  | Punkte | Platz      | Punkte     | Platz       | Punkte      | Platz  | Punkte |
| ------- | ------ | ------ | ------ | ------ | ---------- | ---------- | ----------- | ----------- | ------ | ------ |
| 2016/17 | –      | –      | 54.    | 33     | 70.        | 9          | –           | –           | 68.    | 42     |
| 2017/18 | –      | –      | –      | –      | 70.        | 7          | –           | –           | 91.    | 7      |
| 2019/20 | –      | –      | 63.    | 19     | 60.        | 11         | –           | –           | 70.    | 30     |
| 2021/22 | –      | –      | 62.    | 34     | 40.        | 48         | 44.         | 6           | 52.    | 88     |
| 2022/23 | –      | –      | 79.    | 7      | –          | –          | –           | –           | 90.    | 7      |
| 2023/24 | –      | –      | 63.    | 8      | 66.        | 7          | –           | –           | 74.    | 15     |
| 2024/25 | 38.    | 27     | 52.    | 22     | 65.        | 6          | 47.         | 4           | 54.    | 59     |

### Olympische Winterspiele
Ergebnisse bei Olympischen Winterspielen:
|                                             | Einzelwettbewerbe | Einzelwettbewerbe | Einzelwettbewerbe | Einzelwettbewerbe | Staffelwettbewerbe | Staffelwettbewerbe |
| Einzel                                      | Sprint            | Verfolgung        | Massenstart       | Männerstaffel     | Mixedstaffel       |                    |
| ------------------------------------------- | ----------------- | ----------------- | ----------------- | ----------------- | ------------------ | ------------------ |
| Olympische Winterspiele 2018 \| Pyeongchang | –                 | 73.               | –                 | 67.               | –                  | –                  |
| Olympische Winterspiele 2022 \| Peking      | –                 | 59.               | 44.               | –                 | 19.                | –                  |

### Weltmeisterschaften
Ergebnisse bei Weltmeisterschaften:
| Weltmeisterschaften | Weltmeisterschaften | Einzelwettbewerbe | Einzelwettbewerbe | Einzelwettbewerbe | Einzelwettbewerbe | Staffelwettbewerbe | Staffelwettbewerbe | Staffelwettbewerbe |
| Jahr                | Ort                 | Einzel            | Sprint            | Verfolgung        | Massenstart       | Männerstaffel      | Mixedstaffel       | S.-M.-Staffel      |
| ------------------- | ------------------- | ----------------- | ----------------- | ----------------- | ----------------- | ------------------ | ------------------ | ------------------ |
| 2017                | Hochfilzen          | –                 | 34.               | 54.               | –                 | –                  | –                  | N/A                |
| 2020                | Antholz             | –                 | 64.               | –                 | –                 | –                  | –                  | –                  |
| 2023                | Oberhof             | 81.               | 24.               | 51.               | –                 | –                  | –                  | –                  |
| 2025                | Lenzerheide         | –                 | 74.               | –                 | –                 | –                  | –                  | –                  |

### Jugend-/Juniorenweltmeisterschaften
Václavík nahm bis 2013 an den Jugend-, ab 2014 an den Juniorenwettkämpfen teil.
| Weltmeisterschaften | Weltmeisterschaften | Einzelwettbewerbe | Einzelwettbewerbe | Einzelwettbewerbe | Männerstaffel |
| Jahr                | Ort                 | Einzel            | Sprint            | Verfolgung        | Männerstaffel |
| ------------------- | ------------------- | ----------------- | ----------------- | ----------------- | ------------- |
| 2012                | Kontiolahti         | 48.               | 37.               | 35.               | –             |
| 2013                | Obertilliach        | 17.               | 29.               | 12.               | 6. (Junioren) |
| 2014                | Presque Isle        | 17.               | 22.               | 23.               | 9.            |
| 2015                | Minsk               | 7.                | 7.                | 10.               | 6.            |